# Elecciones al Senado de Camboya de 2012
Las segundas elecciones senatoriales de Camboya se dieron el 29 de enero de 2012 para escoger a los 57 miembros electos del Senado de Camboya para el período 2012-2018. La elección fue indirecta y solo votaron los Concejales Municipales. El resultado fue una victoria para el gobernante Partido Popular de Camboya, que ganó 46 de los 57 escaños. El Partido Sam Rainsy obtuvo 11 escaños, mientras que el Funcinpec perdió los diez senadores que tenía. Hubo 29 votos nulos, y 58 abstenciones.

## Resultados
| Partido                    | Votos  | %      | % | Escaños | Escaños |
| -------------------------- | ------ | ------ | - | ------- | ------- |
| Partido Popular de Camboya | 8,880  | 77.81% |   | 46      |         |
| Partido Sam Rainsy         | 2,503  | 22.19% |   | 11      |         |
| Total                      | 11.383 |        |   | 57      | 57      |
| Source: MYsinchew.com, RFA |        |        |   |         |         |

## Senadores
| Senador             | Partido | Partido                    |
| ------------------- | ------- | -------------------------- |
| Oum Mannorine       |         | Nombrado por el Rey        |
| Ieu Pannakar        |         | Nombrado por el Rey        |
| Prak Cham Roeun     |         | Nombrado por la Asamblea   |
| Norodom Buppha Devi |         | Nombrado por la Asamblea   |
| Chhat Loeum         |         | Partido Popular de Camboya |
| Soeuy Keo           |         | Partido Popular de Camboya |
| Chhoun Leng         |         | Partido Popular de Camboya |
| Bou Thang           |         | Partido Popular de Camboya |
| Chea Son            |         | Partido Popular de Camboya |
| Ty Borasy           |         | Partido Popular de Camboya |
| Hong Touhay         |         | Partido Popular de Camboya |
| Thong Chon          |         | Partido Popular de Camboya |
| Tith Ream           |         | Partido Popular de Camboya |
| Ouk Bounchheoun     |         | Partido Popular de Camboya |
| Soun Loan           |         | Partido Popular de Camboya |
| Yang Sem            |         | Partido Popular de Camboya |
| Lav Mingkan         |         | Partido Popular de Camboya |
| Kim Naing           |         | Partido Popular de Camboya |
| Lak Aun             |         | Partido Popular de Camboya |
| Chan Nareth         |         | Partido Popular de Camboya |
| Um Sarith           |         | Partido Popular de Camboya |
| Chhit Kimyeat       |         | Partido Popular de Camboya |
| Kong Sareach        |         | Partido Popular de Camboya |
| Pum Sichan          |         | Partido Popular de Camboya |
| Lay Ypisith         |         | Partido Popular de Camboya |
| Chea Cheth          |         | Partido Popular de Camboya |
| Sim Ka              |         | Partido Popular de Camboya |
| Ney Pena            |         | Partido Popular de Camboya |
| Peng Path           |         | Partido Popular de Camboya |
| Puth Khov           |         | Partido Popular de Camboya |
| Ok Kong             |         | Partido Popular de Camboya |
| Ung Ty              |         | Partido Popular de Camboya |
| Am Sam Ath          |         | Partido Popular de Camboya |
| An Sum              |         | Partido Popular de Camboya |
| Yim Set             |         | Partido Popular de Camboya |
| Tim Phan            |         | Partido Popular de Camboya |
| Nuon Samin          |         | Partido Popular de Camboya |
| Men Siphan          |         | Partido Popular de Camboya |
| Kok An              |         | Partido Popular de Camboya |
| Mong Reththy        |         | Partido Popular de Camboya |
| Vann Vuth           |         | Partido Popular de Camboya |
| Chhouk Chhim        |         | Partido Popular de Camboya |
| Keo Maly            |         | Partido Popular de Camboya |
| Men Sam An          |         | Partido Popular de Camboya |
| Mam Bunneang        |         | Partido Popular de Camboya |
| Ly Yong Phat        |         | Partido Popular de Camboya |
| Heng Bora           |         | Partido Popular de Camboya |
| Kong Korm           |         | Partido Sam Rainsy         |
| Nuth Rumduol        |         | Partido Sam Rainsy         |
| Ho Vann             |         | Partido Sam Rainsy         |
| Thach Setha         |         | Partido Sam Rainsy         |
| Thak Lany           |         | Partido Sam Rainsy         |
| Teav Vannol         |         | Partido Sam Rainsy         |
| Hong Sok Hour       |         | Partido Sam Rainsy         |
| Men Sothavarin      |         | Partido Sam Rainsy         |
| Ke Sovannroth       |         | Partido Sam Rainsy         |
| Eng Chhai Eang      |         | Partido Sam Rainsy         |
| Uch Serey Yuth      |         | Partido Sam Rainsy         |